# 昭昭天命
，又譯天命昭彰、显明天命，是一個美國的慣用措詞，最初為19世纪時的政治標語，後來成為標準的歷史名詞。指的是19世紀美国定居者所持有的一種信念，他們認為美國被上帝賦予了向西擴張至橫跨北美洲大陸的天命，通常等於美國領土擴張橫貫北美洲，直達太平洋。
歷史學家強調「昭昭天命」是一個有爭議的概念，這個詞在1840年代被民主黨人用來為美墨戰爭辯護，也被用來談判俄勒岡州的邊界爭端時的口號。一些當代歷史學家譴責「昭昭天命」是一種用來合理化種族滅絕及剝奪原住民土地的一種意識形態。

## 簡述
「昭昭天命」一直是籠統的觀念而非特定政策。若另加領土擴張主義，此詞也包含美國卓異主義、羅馬式國家主義與所謂盎格魯撒克遜民族優越性等信念。許多白人在論說昭昭天命時專注於最初的美式擴張主義；另有人認為該詞所表達之概念為，拓展疆域為美國對這個世界的「使命」。其使命的內容在不同的年代對不同的人有不同的意義。如：約翰·歐蘇利文 (John Louis O'Sullivan)「美國吞併德克薩斯共和國，不僅因為德克薩斯州希望這樣做，而是因為我們美國有『昭昭天命』」，約翰·昆西·亞當斯說對於橫跨北美洲大陸的擴張使命和宣揚美國價值的重要性，是「注定的．他說。歷史學家沃爾特麥克杜格爾 (Walter McDougall) 稱「昭昭天命」使門羅主義成為必然結果；恩斯特·李·圖弗森（Ernest Lee Tuveson）總結這些各式各樣的可能意義，寫道：「『昭昭天命』一詞涵括廣闊繁複的觀念、政策與作法。彼此間既無預期般的相容，出處也各自不同。」
「昭昭天命」一詞最初由1840年代傑克遜民主的信徒所使用，用以宣傳兼併今日的美西地區（奧勒岡屬地、兼併德州與墨西哥割讓）。該詞於1890年代復由共和黨支持者用以在理論上作為美國介入北美洲以外事務的理由。昭昭天命曾是政治人物的慣用語，但許多評論員相信，其觀念在二十世紀持續影響了美國政治觀。

## 詞語的起源

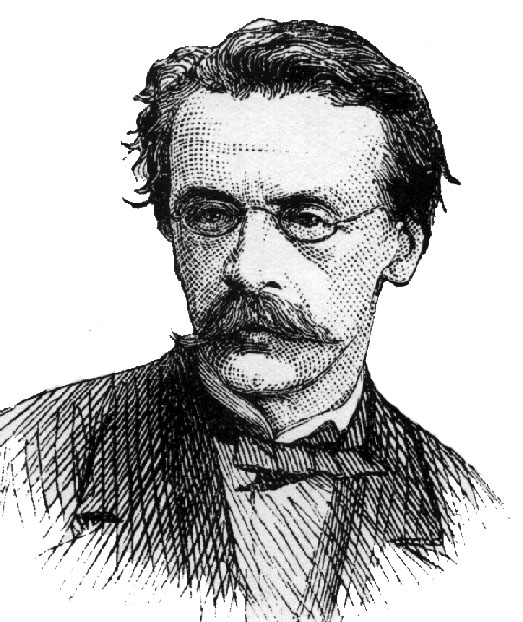
約翰·歐蘇利文於1874年的素描像，其實他是一位年輕且有影響力的專欄作家。不過現在大家只記得他所用來提倡兼併得克萨斯州及俄勒冈州的警句"昭昭天命"。

這個用以表彰顯而易見（或無可否認）的命運之詞句由紐約市記者约翰·奥沙利文（John L. O'Sullivan）於其《民主評論》（Democratic Review）雜誌1845年七─八月號刊杜撰而出。在一篇名為《兼併》（Annexation）的文章中，歐蘇利文呼籲美國將德克薩斯共和國併入聯邦，他寫道：「吾等盡取神賜之洲以納年年倍增之萬民自由發展之昭昭天命」。論戰之後不久，兼併德州成真，但歐蘇利文首次寫出的「昭昭天命」一詞並未引人注意。
歐蘇利文之第二次使用此詞則變得極富影響力。他於1845年12月27日在其《紐約晨報》論及與大英帝國在奧勒岡州持續不斷的邊界糾紛。歐蘇利文論斷美國有權主張索求「奧勒岡全境」：
而該主張乃據吾等昭昭天命之義，盡取並支配神賜之洲以大行託付於我之自由權利與聯邦自治。
也就是說，歐蘇利文相信上帝的旨意（Divine Providence）賦予美國廣佈共和民主遍及北美洲之使命（大行自由權利，"the great experiment of liberty"）。對歐蘇利文來說，既然大英帝國不知利用奧勒岡以廣佈民主，不列顛對這塊土地的權利主張可以忽視。歐蘇利文認為昭昭天命為道德觀念（天條，"higher law"），足以蓋過一切顧慮，包含國際法與國際協定。
歐蘇利文最初對昭昭天命的構想並不是呼籲以武力擴張領土。他認為相信美式民主的拓展勢不可當，會隨著白人（或盎格魯撒克遜民族）遷移各處而出現而無需涉及軍事行為，他們會建立新的政府，然後會像德克薩斯州那樣尋求進入美國。1845年，奧沙利文預測加利福尼亞接下來會遵循這種模式，加拿大最終也會要求吞併。歐蘇利文不贊同於1846年爆發的美墨戰爭，然而他相信戰爭的結果將惠及雙方。
具有諷刺意味的是，這個詞彙是在由輝格黨引用以反對執政的詹姆斯·诺克斯·波尔克總統後才廣為流傳。輝格黨人譴責「昭昭天命」這個概念，他們認為若政府支持受實施了這個征服計劃，就是背叛了美國憲法和權利宣言，因為這個概念是在鼓吹和宣揚征服。1846年1月3日，羅伯·查爾斯·溫梭普（Robert Charles Winthrop）眾議員於眾議院內嘲弄這個觀念，他說道：「我想，除了洋基國以外的任何國家，都不會容許散播昭昭天命之義。」對於昭昭天命的擁護者們引用「神賜之洲」來為基於俗世利益辯護的作法，在眾多批評者中，溫梭普是首位發難者。儘管有這樣的批評，擴張主義者還是接受了這個詞，並很快就流行了起來，以至於它的起源很快就被遺忘了。直至1927年，方有歷史學家確定此一警句出自歐蘇利文之手。

## 主題與影響

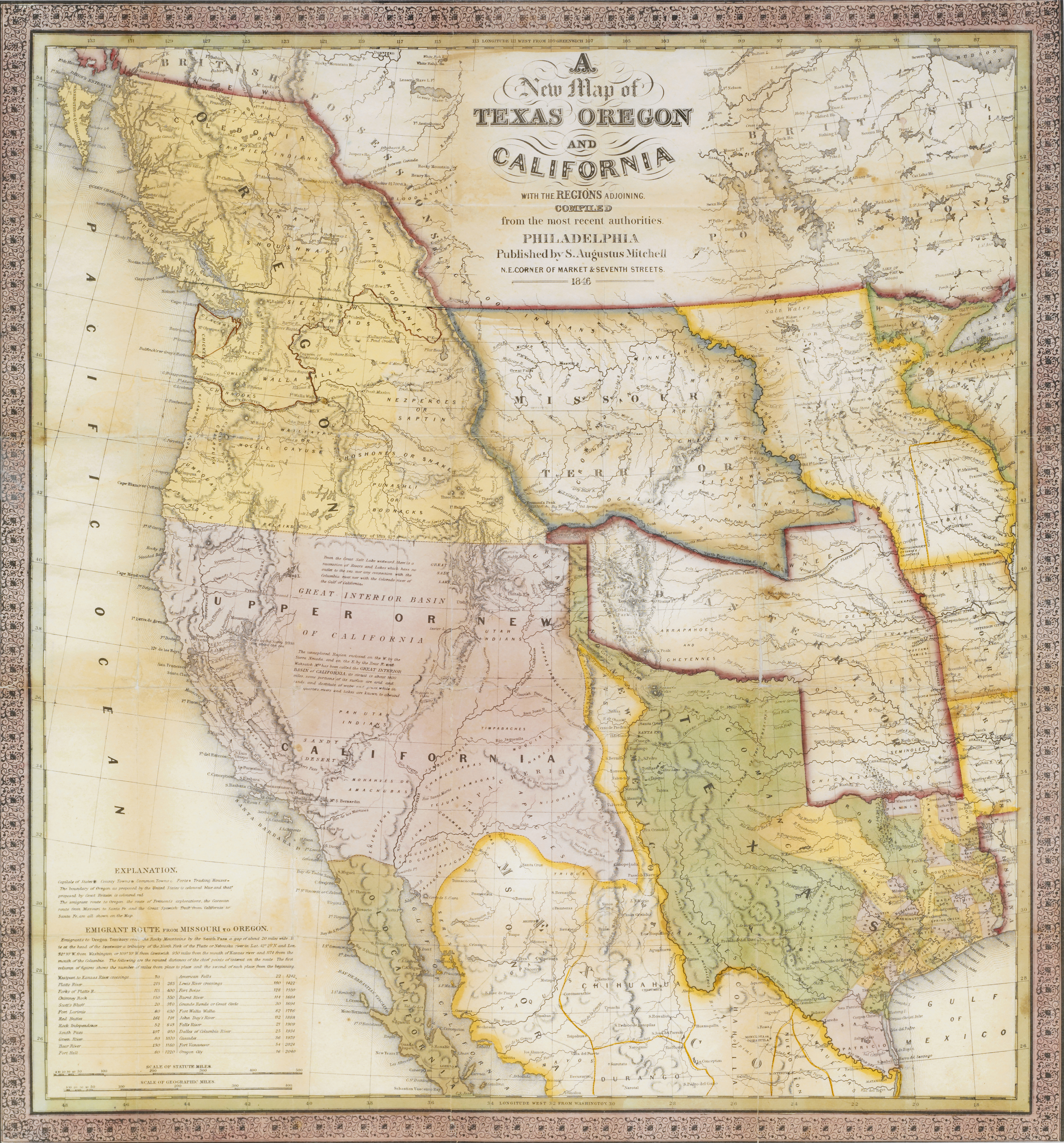
A New Map of Texas, Oregon, and California, Samuel Augustus Mitchell, 1846

史學家威廉威克斯（William E. Weeks）注意到，擁護昭昭天命者們通常依附在三條關鍵主題之上：
1. 優越性：美國人民與其體制的長處。
2. 使命：廣佈其體制，從而以美國的觀點解救並重建世界。
3. 天意：貫徹天命。[26]

這三條主題，又稱美國卓異主義，通常可回溯至美國的清教徒傳統，约翰·温斯罗普1630年廣為人知的佈道詞《山巔之城》的部分內容。他在這次證道中呼籲建立對舊世界大放異彩的道德社會。湯姆斯·潘恩在其1776年具影響力的小冊《常识》中回應此見解，論說美國革命提供機會以創建更好的新社會：
我們有能力讓世界從頭來過。與目前相彷彿的情況，自挪亞在世以來亙古未有。新世界的誕生在指顧之間……
許多美國人贊同潘恩，相信美國已然試行自由與民主——並摒棄舊世界的君主制——這是世界史上的大事。亞伯拉罕·林肯總統對美國的形容：「全球最後的、最佳的寄託」就是這種觀念的著名表述。林肯在《蓋茨堡演說》中奮力詮釋帶有美式理想的國家是否得以存續。史家羅伯·喬漢森（Robert Johannsen）稱之為：「對美國昭昭天命論與使命感最恆久的聲明。」 
美國身具使命，以擴張領土來廣佈其體制與理想的信念——安德魯·傑克森於1843年之著名表述為「延展自由之域」——為昭昭天命論的基本觀點。許多人相信美式民主毋需合眾國政府之力便得以散播。美國的拓荒者們心懷信念橫越北美大陸，其綱領為北美與世界其他國家會盡力與美式體制相仿。托马斯·杰斐逊最初並不認為美國必須向外擴張，他相信北美洲將成立其他類似於合眾國之共和政體，形成他所說的「自由帝國」。然而，在1803年的路易西安娜購地之後，他接受了版圖膨脹。其後數十年間，隨著合眾國領土不斷外擴，「延展自由之域」是否意指延展蓄奴之域，因對美國的「使命」有不同解釋，對立逐漸升高，而成為議題核心。
「昭昭天命」的另一影響是種族優勢思想，即認為美國盎格魯-撒克遜種族是「獨立和天生優越的」，「注定會給美洲大陸和世界帶來良好的政府、繁榮商業和基督教」。 這種觀點還認為「劣等種族注定要處於從屬地位或滅絕」，這思想被用來合理化對黑人的奴役以及對印第安人的驅逐。

## 對洲內擴張的影響

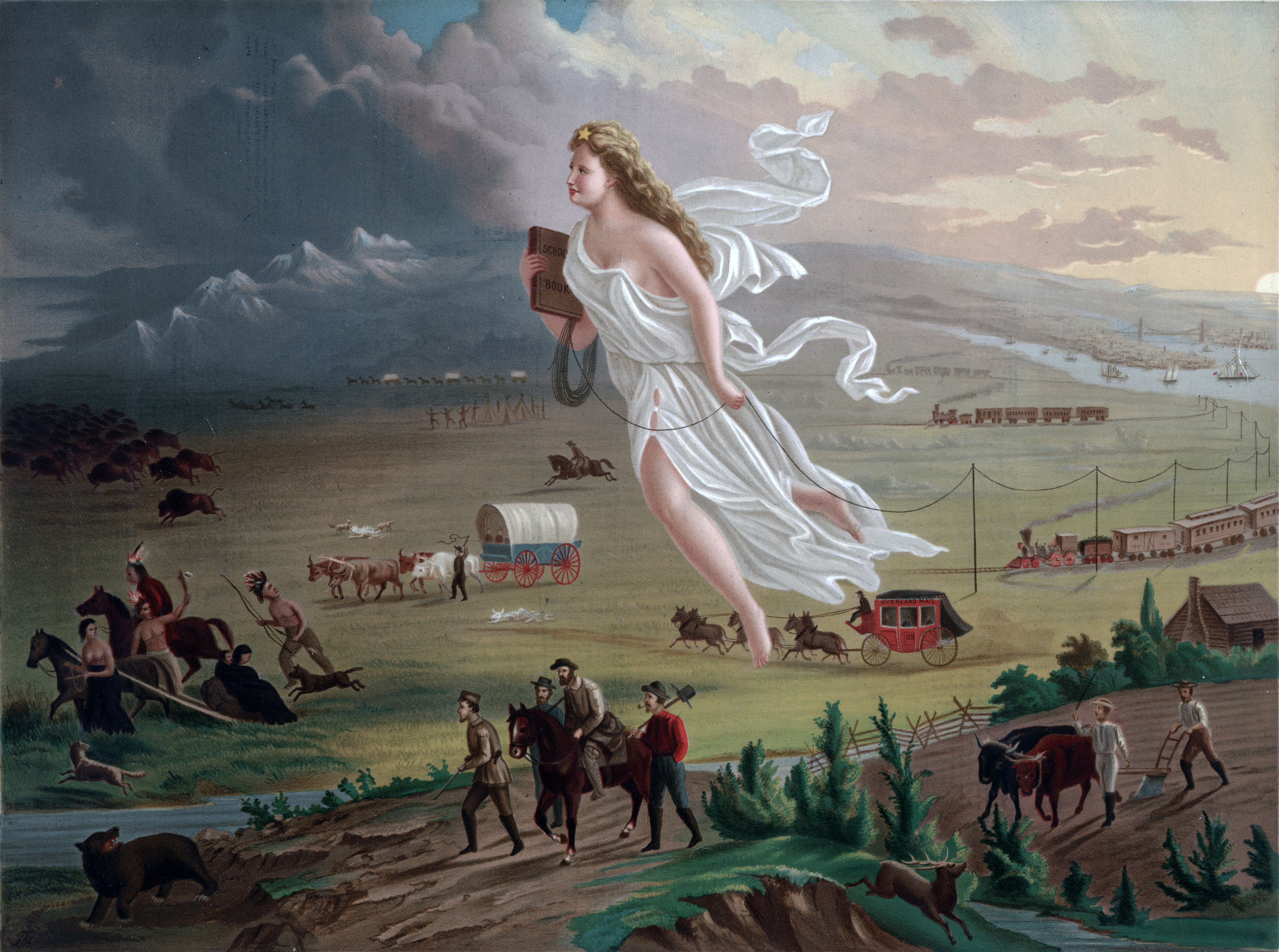
這幅圖畫（約在1872年）由約翰·賈斯特（John Gast）繪製，名為《美利堅向前行》 （American Progress），為昭昭天命的一種寓言式表現手法。在圖中，一個天使般的女人（有時被視為哥倫比亞，美國19世紀時的擬人化象徵）帶著「文明」之光與拓荒者一同西行，在路程中串起电报線。印第安人以及野生動物竄逃入前方的黑暗中。

「昭昭天命」一詞最常為人聯想者，為美國自1815年至1860年間的領土擴張。此一時期，自1812年戰爭結束起至美國內戰爆發為止，人稱「昭昭天命之世」（Age of Manifest Destiny）。美國版圖在這段期間擴展至太平洋——自海至光輝之海（"from sea to shining sea"）——基本確立今日美國本土的邊界。昭昭天命論在合眾國與其北方的英屬北美（後稱加拿大）之間的關係上有其作用；但在其考量墨西哥問題與引發美墨戰爭上更具因果關係。昭昭天命論中，蔓延各處的種族主義對美國印地安人而言後果嚴重。

### 大陸主義
十九世紀中，美國終將吞併北美洲全境的信念，世稱 「大陸主義」（continentalism）。此一構想的先期提倡者為約翰·昆西·亞當斯，他是自1803年路易西安那購地案至1840年代詹姆斯·波克執政期間，美國版圖擴張的領導人物。1811年，他在給父親約翰·亞當斯的信中寫道：
天意註定，北美全境所生養的子民應為同一「民族」，口說相同語言，信奉相同宗教與政治信仰下的全面體系，襲用相同的社會風俗習慣下的全般宗旨。為其全體共同之幸福愉悅，為其和平安寧與繁榮昌盛，我相信，將他們結合於一個聯邦共同體之下勢不可免。
亞當斯為推展其理念著力甚深。他起草了1818年條約，奠定西至洛磯山脈的美加國界，並約定奧勒岡國共管。他磋商出1819年的亞當斯─歐尼斯條約（Adams-Onís Treaty）——又稱貫洲條約（Transcontinental Treaty），自西班牙手中買下佛羅里達並將與西屬墨西哥的邊界延伸至太平洋。他並且有系統的陳述了1823年的門羅主義，該說警示歐洲，西半球不再開放歐洲成立殖民地。
門羅主義與昭昭天命論密切相關。沃尔特·麥克道古（Walter McDougall）稱昭昭天命論為門羅主義的自然結果，既然門羅主義並未明指擴張幅度，不斷擴張便為行使該主義之所必需。美國內部當時考量到，歐洲強權（尤其是大英帝國）正尋求提升對北美洲的影響力，於是引發以對外擴張以資預防的呼聲。1935年，艾爾伯特·溫伯格（Albert Weinberg）於其深具影響的對昭昭天命論的論文中寫道：「1840年代勃興的擴張主義為防禦性作為，以在歐洲侵犯北美之前搶先一步。」

### 英屬北美

#### 1815年之前
美國獨立革命爆發之前，美國革命家們原本希望法裔加拿大人能夠加入殖民地十三州以共同推翻大英帝國的統治。加拿大省受邀舉派代表參加大陸議會，且大陸會議已預先允許加拿大加入合眾國。1775年，當美國在企圖將英國逐出北美的戰爭中，攻入加拿大時，也希望法屬加拿大能共襄盛舉。這些拉攏加拿大靠向十三州的策略，無一達成。在巴黎和平協商中，班哲明·富蘭克林企圖說服不列顛外交官將加拿大割讓給合眾國，亦未成功。由於大英帝國始終存在於合眾國北界，導致美國於1812年戰爭期間，第二次北侵英屬北美，但未成其功。
這些將大英帝國逐出北美的企圖，時受引據為昭昭天命論付諸行動之先例。然而，加拿大史學家瑞嘉諾德·史都華（Reginald Stuart）論斷，這些與「昭昭天命時期」（"Era of Manifest Destiny"）中的行動，性質不同。史都華於1815年之前寫道：「所有看來有如領土擴張主義之舉措，其實是來自守成的想法，而非來自征服與兼併的雄才大略。」此種觀點認為，昭昭天命論並非引發1812年戰爭之因素，而是在戰後才出現，並成為公眾信念。

#### 進入加拿大的義勇兵
儘管仇英心理繼續於合眾國內散佈，美國人於1812年戰爭後逐漸接受英屬殖民地於北界接壤的現實。許多美國人，尤其是美加邊界沿線居民，原本希望1837年起义可以結束大英帝國在北美的統治，並於加拿大建立民主政府。對這些事件，約翰·歐蘇利文寫道：「若自由為一國之最佳福祉，若自治為一國之首要權利，...我們對加拿大人發難之緣由感同身受。」許多美國人，如歐蘇利文一般，視這幾場叛亂為美國革命再現；而且——與當時多數加拿大人的觀點不同——以為加拿大人生活於外來統治者的壓迫之下。
儘管感同身受，昭昭天命的信念並未隨著美國人對這場叛亂的反應而廣佈開來，部分是因為這幾次叛亂結束得太快。歐蘇利文個人建議抵制美國調停。若干美國義勇兵——未經政府授權，自願參戰的軍人，通常是受昭昭天命的信念所激勵——前去加拿大以助一臂之力，但马丁·范布伦總統派遣溫菲爾德·史考特將軍逮捕這群義勇兵並保持邊界平靜。若干義勇兵殘存於人稱獵人草屋（Hunters' Lodges）的秘密集團中，嘗試鼓動戰爭以「解放」加拿大——其中的一次即所謂的愛國者戰爭——但美國的觀點與政府官方政策反對這些行動。美國內戰後的芬尼亚突袭與獵人草屋的行為有相似性，但與昭昭天命的觀念或美國的領土擴張政策並無關聯。

#### 奧勒岡
在合眾國北界，昭昭天命論在奧勒岡與大英帝國的邊界紛爭中發揮其最重要的作用。1818年英美會議（Anglo-American Convention of 1818）約定奧勒岡共管，而數以千計的美國移民於1840年代經由奧勒岡小徑移居該處。英國人回絕约翰·泰勒總統依约翰·昆西·亚当斯之前議，將該區沿北緯49度線一分為二的提案，而堅持將邊界南移至哥倫比亞河，此舉將今日華盛頓州的所在地劃歸英屬北美。昭昭天命的擁護者們誓死反對，並呼籲兼併奧勒岡州全境。總統候選人詹姆斯·诺克斯·波尔克運用汹湧的民氣自利，民主黨並於1844年美國總統大選中，呼籲兼併「全奧勒岡」。
成為總統後，波尔克重提沿北緯49度線將該區一分為二之議，使昭昭天命論最激切的擁護者們心灰意冷。當英國回絕該議後，美國的擴張主義者回以口號不達54-40就打仗！（Fifty-Four Forty or Fight，北緯54度40分為奧勒岡北界。該口號經常被錯誤地引述為1844年大選中的口號）。當波尔克轉而中止共管協議，英國終於同意沿北緯49度線將該區一分為二，爭端於1846年兩國簽訂奧勒岡條約後落幕。
雖然早先為了『全奧勒岡』而群情汹湧，該條約於美國頗孚民望，並迅即獲參議院認可，部份原因是由於合眾國當時正與墨西哥交戰。許多美國人相信加拿大諸省遲早會併入合眾國，而這場戰爭對達成命運之付託並無必要，尚且產生不良後果。據瑞嘉諾德·史都華的說法，昭昭天命論最激切的擁護者們之所以未在北方邊界問題上佔上風，「是由於儘管稱之為『大陸主義』，昭昭天命的適用範圍僅達美國西部與西南，而不及於北方。」

### 墨西哥與德克薩斯
1836年，德克薩斯共和國宣告自墨西哥獨立。在德克薩斯革命之後，更尋求加入合眾國成為新的一州。這正是自傑佛遜以來，至歐蘇利文時代，所提倡的理想擴張程序：可能的新州要求歸屬於合眾國，而非合眾國擴充其治權以凌駕於無此意願的人民頭上。然而，兼併德克薩斯實屬矛盾，因其使聯邦多增一蓄奴州。安德魯·傑克遜總統與马丁·范布伦總統因為奴隸制度的爭議威脅到民主黨的整體性，拒絕德克薩斯加入並成為合眾國的一部分。
1844年大選之前，輝格黨候選人亨利·克雷與據推定應為民主黨候選人的前總統马丁·范布伦雙方都宣稱反對兼併德克薩斯，都希望別讓此一棘手的話題成為選戰議題。因此意外地使民主黨放棄范布伦，轉推支持兼併的波尔克。波尔克將兼併德克薩斯的難題與奧勒岡的邊界紛爭相連繫，而提出一連串與兼併相關的地區性協議。（北方的擴張主義者較傾向於佔有奧勒岡；而南方的擴張主義者主張兼併德克薩斯。）波尔克雖僅以極小差距勝出，卻將自己的勝選當成選民對版圖擴張的付託。

#### 「全墨西哥」
美國國會於波尔克就職前，通過美國兼併德克薩斯法案。波尔克更進一步佔領墨西哥主張所有權的德克薩斯領土，是為於1846年4月24日爆發的美墨戰爭之前奏。由於美方告捷，1847年夏出現了兼併「全墨西哥」的呼聲，部分來自東部的民主黨人，他們主張將墨西哥納入聯邦為確保該地區永久和平的最佳手段。
這項主張因兩個理由而自我矛盾。首先，約翰·歐蘇利文等理想化的昭昭天命提倡者不斷提及，合眾國的律法不應強加於無此意願的人民頭上，而兼併「全墨西哥」侵犯此一原則。其次，兼併墨西哥意指將合眾國公民權擴及千千萬萬名墨西哥人。支持兼併德克薩斯的南卡羅來納州聯邦參議員約翰·考宏，因著昭昭天命之「使命」，以種族上的理由反對兼併墨西哥。他於1848年1月4日在國會中的演說中闡明其觀點：
我們連夢都未曾夢過吸納高加索人─自由的白人─以外任何種族進入聯邦。吸納墨西哥會成為混入印地安人的先例，因為墨西哥人有一半以上是印地安人，而其他主要為混雜的部落所組成。我強烈反對如此這般的聯邦！我們的聯邦－可敬的先生們－是一個白人政府……我視其受敦促者為……這個國家的使命為廣佈文明與宗教自由遍及全世界，尤其是這塊大陸。兼併是個錯誤。

這場辯論帶出了昭昭天命論的矛盾之一：一方面，昭昭天命論中的種族觀念暗示，墨西哥人由於非盎格魯撒克遜民族，不具成為美國人的資格；而昭昭天命論中「使命」的部分暗示，墨西哥人將因被納入美式民主而進化（或說重生，後來的說法）。種族觀念曾被用以推行昭昭天命論，但在考宏以及「全墨西哥」運動的例子中，種族觀念亦被用以反對昭昭天命論。
這場矛盾最終以墨西哥割讓領土解決。兩塊人口較墨西哥其他地方稀少的屬地加利福尼亞與新墨西哥加入合眾國。「全墨西哥」運動，一如「全奧勒岡」運動般，無疾而終。

### 印地安人
合眾國的陸上擴展通常意為佔據印地安人所有之地。合眾國承襲歐洲人的作為，只有限度的承認美洲土著的土地權利。依一項由戰爭部長亨利·納克斯（Henry Knox）所大規模擘劃的政策，合眾國政府尋求以合法的印地安土地交易為唯一擴展領土進入西部的管道，鼓勵印地安人售出部落土地並「開化」，意即（連同其他事項）放棄打獵，變成農夫；並使印地安社會以家庭為單位，而非氏族或部落。「開化」計畫的擁護者相信，這樣的程序會大大的降低印地安人所需的土地面積，於是有更多的土地可與美國白人交易。托马斯·杰斐逊相信，既然印地安人的智力與白人不相上下，印地安人理應像白人一樣的生活，或無可避免地被白人推到一旁。傑佛遜根源於啟蒙時期的想法，即印地安人與白人一起創建新國家的理念，於其有生之年未曾實現。他於是開始認為印地安人應移居到密西西比河的另一側，維持社會分離。此一觀念因1803年的路易西安那購地案而成為可能。
此一觀念，又名搬遷印地安人，於昭昭天命之世浮出檯面。雖有若干擁護搬遷者基於人道相信印地安人最好是搬離白人的地方，越來越多的美國人認為印地安人只不過是擋在美國西擴之路上的「野蠻人」。

英國在1812年戰爭後了解美國關於佔領印第安人土地的立場。之後，英國談判代表亨利·古爾本震驚地說道：
 我事前絲毫不知，所有美國人皆心存定見，根除印第安人並收其土地。
史家瑞吉納德·郝斯曼於其深具影響力的論文「種族與昭昭天命」論斷，種族性修詞於昭昭天命年代大量增加。美國人逐漸相信印地安人會隨著美國的擴張而凋零。這樣的觀點反應在美國首位偉大的史家佛蘭西斯·帕克曼其1851年印行的皇皇巨著龐帝克的陰謀中。帕克曼寫道，印地安人「註定要在盎格魯美國人其所向無敵的西進力量之浪潮面前消失無踪」。

## 北美洲之外
隨著美國內戰於歷史中淡去，「昭昭天命」一辭再度被復用了一段短時間。共和黨在1892年美國總統選舉中的黨綱宣告：「本黨重申，贊成門羅主義，並概括性認可共和政體昭昭天命之功。」但隨後共和黨敗選，其宣言中的「昭昭天命」一辭並無確切定義。然而，共和黨於1896年美國總統選舉後重回白宮，其後更連霸16年，其時昭昭天命一辭用以推展美國海外領土的擴張。而昭昭天命的這種說法是否符合1840年代的大陸擴張主義在當時即引起爭論。
例如威廉·麦金莱總統於1898年提倡兼併夏威夷領地，他說道：「我們需要取得夏威夷並好好經營，更甚於前此之於加利福尼亞，此乃昭昭天命。」另一方面，曾於執政期間阻擋兼併夏威夷的民主黨籍前總統格罗弗·克利夫兰寫道，麦金莱的兼併為「歪曲我國之天命」。史學家亦持續兩種觀點之論戰，一派將美國在1890年代的海外擴張解讀為昭昭天命論延伸遠跨太平洋彼岸；另一派視其為昭昭天命論之對立面。

### 美西戰爭與菲律賓
1898年，在美軍的緬因號戰艦於古巴哈瓦那的港口爆炸沉沒後，美國插手介入古巴反抗軍與西班牙帝國之間，是為美西战争之開端。雖說1840年代的昭昭天命論之擁護者古曾籲求兼併古巴，美国参议院於戰前全體一致通過鐵勒修正案（Teller Amendment），承認古巴之「自由獨立」，並放棄所有美國兼併該島之意圖。而戰後通過的普拉特修正案則實質上承認美國為古巴的保護國。昭昭天命若意味公然兼併，則自此對古巴不再適用。
與古巴情形不同的是，美國在美西戰爭後兼併關島、波多黎各、以及菲律賓。攫取這些島嶼為美國歷史寫下新頁。過去，美國取得領土的目的在於建立新州，取得相同於已有各州之立足點；而這些新取得之各島嶼為殖民地，而非預期建立的新州。此一程序經諸島嶼釋憲案（Insular Cases）確認。美國最高法院於這一連串釋憲案中裁決，美利堅合眾國轄下所有領地並非自動完全適用美國憲政權利。依此見解，兼併違反昭昭天命論之傳統義意。據弗雷德里克·默克（Frederick Merk）所言，「昭昭天命包含考宏與歐蘇利文所能同意的基礎原則─不應併入無資格立州之人民。此一原則被1899年的帝國主義甩到一邊去。」
另一方面，昭昭天命的概念中也包含著，「未開化」的人民可在接受美國基督教民主價值之洗禮後進步。麥肯利總統於決定兼併菲律賓後，對此一主題思想評論道：「我們別無可為，只有全盤接收，並教育菲律賓人，並且使他們發展、開化、信奉基督教...」鲁德亚德·吉卜林之《白種人的負擔》一詩，以「合眾國與菲律賓群島」（The United States and the Philippine Islands）為副標題，為當時這種公眾情懷之著名表述。然而，許多菲律賓人抗拒此一「發展與開化」，終於在1899年爆發美菲戰爭。美國海外擴張的反對者，威廉·詹宁斯·布莱恩於開戰後寫道：「天命不若數星期前一般昭昭。」

### 其後之慣用法
世紀交替之後，美國不再依靠「天命」推展領土擴張，「昭昭天命」一辭之使用率大減。在西奥多·罗斯福總統治下，美國在新世界中的角色，一如其於1904年對門羅主義的羅斯福推論，定義為「國際警力」，以確保美國在西半球之利益為要務；羅斯福推論明確摒棄領土擴張。過去，昭昭天命被視為在西半球行使門羅主義之所必需；而今，領土擴張主義已為干涉主義所取代，成為維護門羅主義之工具。
伍德羅·威爾遜總統承續干涉主義政策，並嘗試以全球為範圍，重新定義昭昭天命與美國之「使命」。威爾遜總統帶著「這個世界為行民主政體必須穩健可靠」的爭議，引領美國參加第一次世界大戰。戰後，在其1920年對國會發表的諮文中，威爾遜聲明：
…我認為，我等皆知民主政體面臨最終考驗之時日已至。民主原則遭逢肆無忌憚的糟蹋，代之而起的專制信條欺世盜名，卻未經民意授權認可，舊世界已然受損。民主政體自證其純粹崇高之優越能力，對所有人皆為千載難逢。引領謀求達成此一崇高精神，無疑為合眾國之昭昭天命。
這是首次，也是唯一次，在任總統於年度演說中使用「昭昭天命」一辭。威爾遜總統對昭昭天命的說法為，摒棄擴張主義，並為民族自決（作政策上的）背書，強調美利堅合眾國為著民主事業，有成為世界領袖之使命。第二次世界大戰之後，美國自視為自由世界領袖之看法強力增長，卻罕聞其如威爾遜總統之描述一般，稱之為「昭昭天命」
時至今日，在學術界的標準用法中，『昭昭天命』所描述的是美國史上的一段時期，指的是1800年代至美國內戰時期。然而，該辭句有時用以描述美利堅合眾國當代的政策與軍事行動，這種用法通常來自左派人士，也通常以之為負面觀點。在這種事例上，昭昭天命論通常被視為當代所意識到的美利堅帝國之潛在成因（或起源）。

## 批評
批評者認為，昭昭天命信念導致了美國帝國主義的行為，比如對菲律賓和古巴的軍事入侵。美國現代的新帝國主義也是被昭昭天命正當化，使到美國在當今世界上，有著「世界例外」的地位。因此，美國可以不對聯合國和對國際刑事法院等國際組織負責，美國也不必對國際條約作出承諾。

## 外部連結
- Entry from The Reader's Companion to American History （页面存档备份，存于）（英文）
- Several Manifest Destiny articles from the PBS website on the U.S.–Mexican War（英文）
- "Expansion, Continental and Overseas" （页面存档备份，存于），article by William Appleman Williams.（英文）
- The March 1845 Inaugural Address of James K. Polk（英文）